# Potočani (żupania bielowarsko-bilogorska)
Potočani – wieś w Chorwacji, w żupanii bielowarsko-bilogorskiej, w gminie Đulovac. W 2011 roku liczyła 70 mieszkańców.